# 桃氏剣

北東アジアの桃氏剣の分布

桃氏剣（とうしけん）とは、古代中国・戦国時代から漢の時代に作られた青銅の剣。柄と刀身が一体である。柄の頭は漏斗型で、鍔は菱形。
そのままでは持ちにくいので柄の部分に縄を巻きつけて使用した。
全羅北道完州郡伊西面上林里に所在する上林里遺跡では1975年、中国式銅剣A型（桃氏剣）26本が鋒を東に向けて東西にほぼ水平に置かれた状態で出土した。銅剣は地元住民が畑の苗木を掘った際に発見された。